# TT32
| G26 · t · Z4 | ms | s |

| G26 · t · Z4 | ms | s |

TT32 (Theban Tomb 32) è la sigla che identifica una delle Tombe dei Nobili ubicate nell’area della cosiddetta Necropoli Tebana, sulla sponda occidentale del Nilo dinanzi alla città di Luxor, in Egitto. Destinata a sepolture di nobili e funzionari connessi alle case regnanti, specie del Nuovo Regno, l'area venne sfruttata, come necropoli, fin dall'Antico Regno e, successivamente, sino al periodo Saitico (con la XXVI dinastia) e Tolemaico.

## Titolare
TT32 Era la tomba di:
| Titolare                 | Titolo                                                                             | Necropoli | Dinastia/Periodo | Note                                                                      |
| ------------------------ | ---------------------------------------------------------------------------------- | --------- | ---------------- | ------------------------------------------------------------------------- |
| Thutmose (o Djehutymose) | Amministratore del tempio di Amon e Supervisore ai granai dell'Alto e Basso Egitto | el-Khokha | XIX (Ramses II)  | angolo sud-est, in basso; a nord della casa dell'Omdeh e a sud della TT48 |

### Biografia
Il titolare, Thutmose (o Djehutymose, Djehutymes), fu grande intendente del tempio di Amon. Nella tomba è rappresentata anche la moglie di costui, Isis (ma anche Esi, o Aset), cantatrice di Amon.

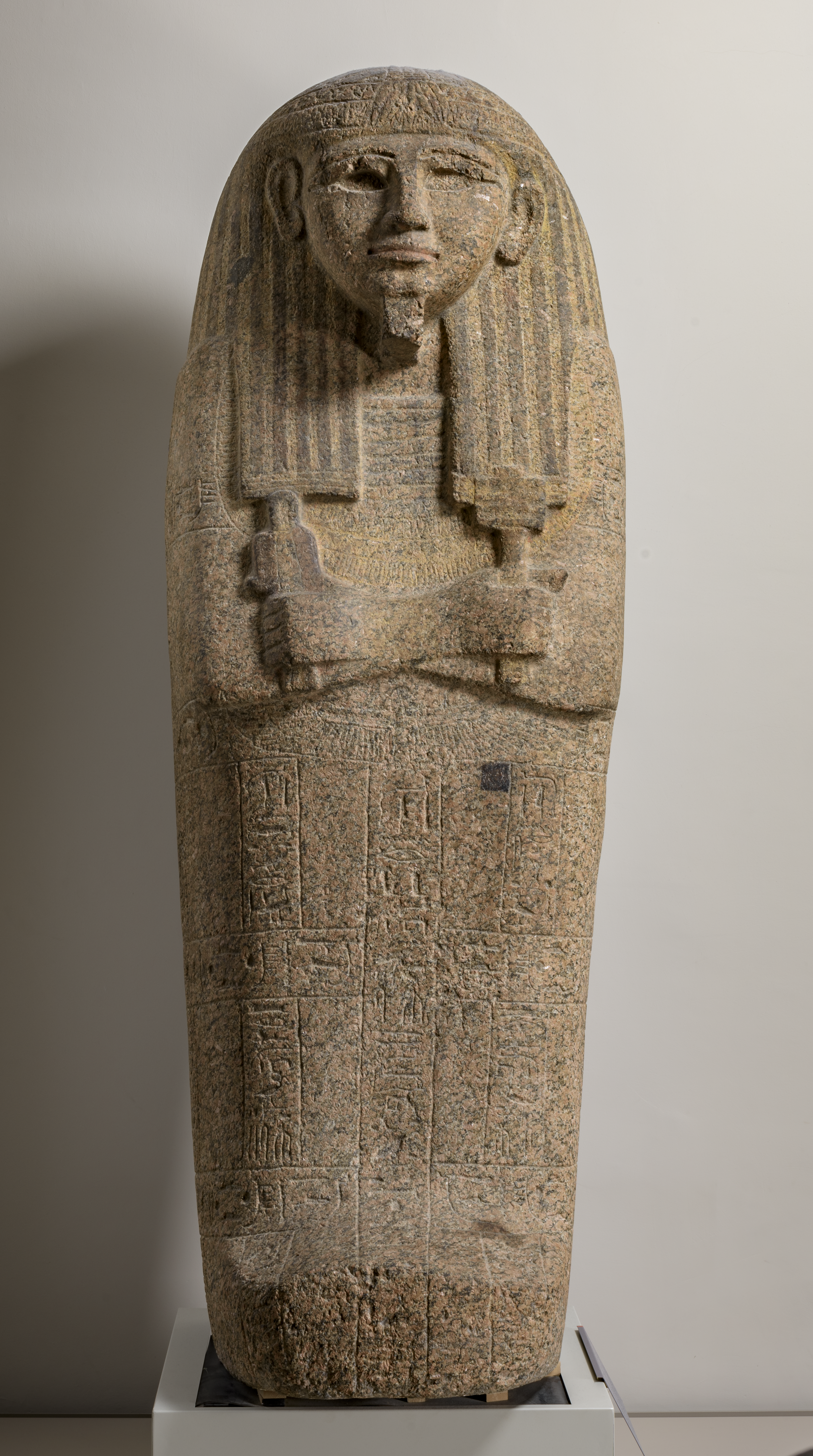
Coperchio del sarcofago mummiforme di Djehutymes, grande intendente del tempio di Amon. Granito rosa, con tracce di dipinto. Museo Egizio, Torino.
Coperchio del sarcofago mummiforme di Aset, cantatrice di Amon e moglie di Djehutymes. Granito rosa, con tracce di dipinto. Museo Egizio, Torino.
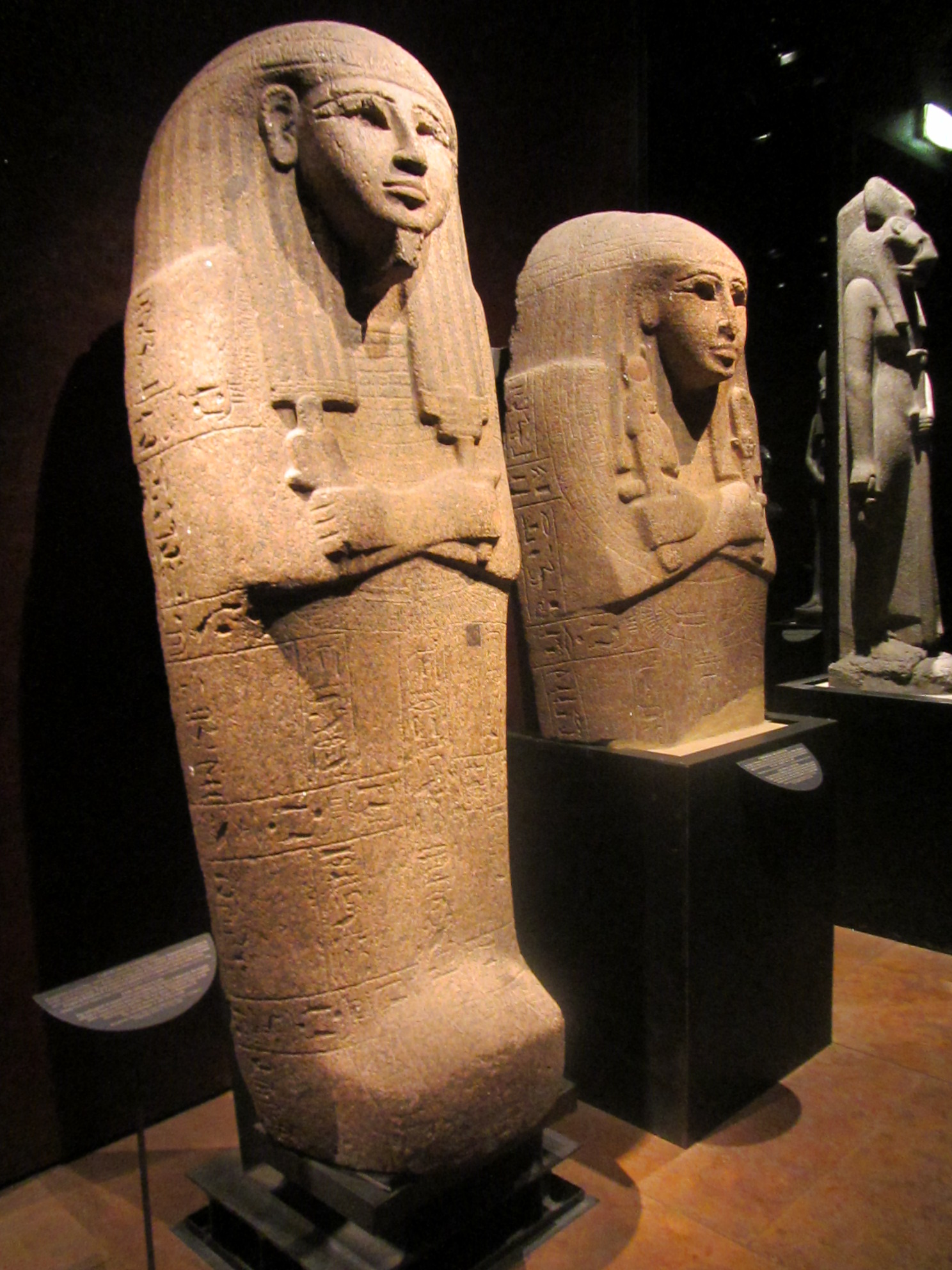
I due coperchi dei sarcofagi

## Descrizione
La tomba su sviluppa con la forma tipica delle sepolture di questo periodo, a "T" rovesciata, con un corridoio trasversale subito dopo l'ingresso; l'accesso originario tuttavia, che si apriva su uno dei lati lunghi del corridoio trasversale, è oggi sostituito da un ingresso laterale. Il corridoio trasversale, che funge di fatto da anticamera, presenta quattro pilastri, di cui due ormai demoliti; su più registri il Libro delle Porte nonché scene di offertorio del defunto e della moglie dinanzi al dio Nefertrum. In un'altra scena, Thutmose e la moglie Esi sono presentati a Osiride e Iside dal dio Anubi. Due nicchie, che precedono un lungo corridoio ortogonale a quello trasversale, contengono statue sovrastate dal dio Anubi in forma di sciacallo. Sui pilastri superstiti, il defunto in presenza di Hathor, Thot e Atum.
Un breve passaggio, sulle cui pareti alcuni babbuini adorano la barca sacra di Ra, mentre il defunto e la moglie, inginocchiati, adorano a loro volta il dio rappresentato, in alto, dal disco solare alato. In altre scene, alcuni familiari in offertorio del defunto e della consorte, e scene della mitologia.

## Storia
La tomba fu saccheggiata verosimilmente un secolo dopo la realizzazione.
Successivamente fu utilizzato dalla famiglia romana Soter per le sue sepolture nel I e II secolo d.C.
Presso il Museo Egizio di Torino sono esposti i coperchi mummiformi dei sarcofagi del titolare, Djehutymes, e della moglie, Aset, prelevati dalla tomba dagli agenti del console Bernardino Drovetti, Antonio Lebolo e Jean-Jacques Rifaud, che lasciarono all'interno della tomba la loro firma. I sarcofagi, troppo pesanti, e i piedi del coperchio di Aset, frantumato, vennero lasciati in loco.
Nel 2018 uno scavo della tomba da parte dell'Università di Strasburgo ha portato alla scoperta di due sarcofagi perfettamente conservati, ciascuno con una mummia perfettamente conservata, una delle quali è una donna di nome Thuya. Nel sito sono state scoperte anche un migliaio di sculture funerarie.

## Reperti

### Epoca tolemaica

Coperchio del sarcofago dello scriba regale Shepmin

### Epoca romana

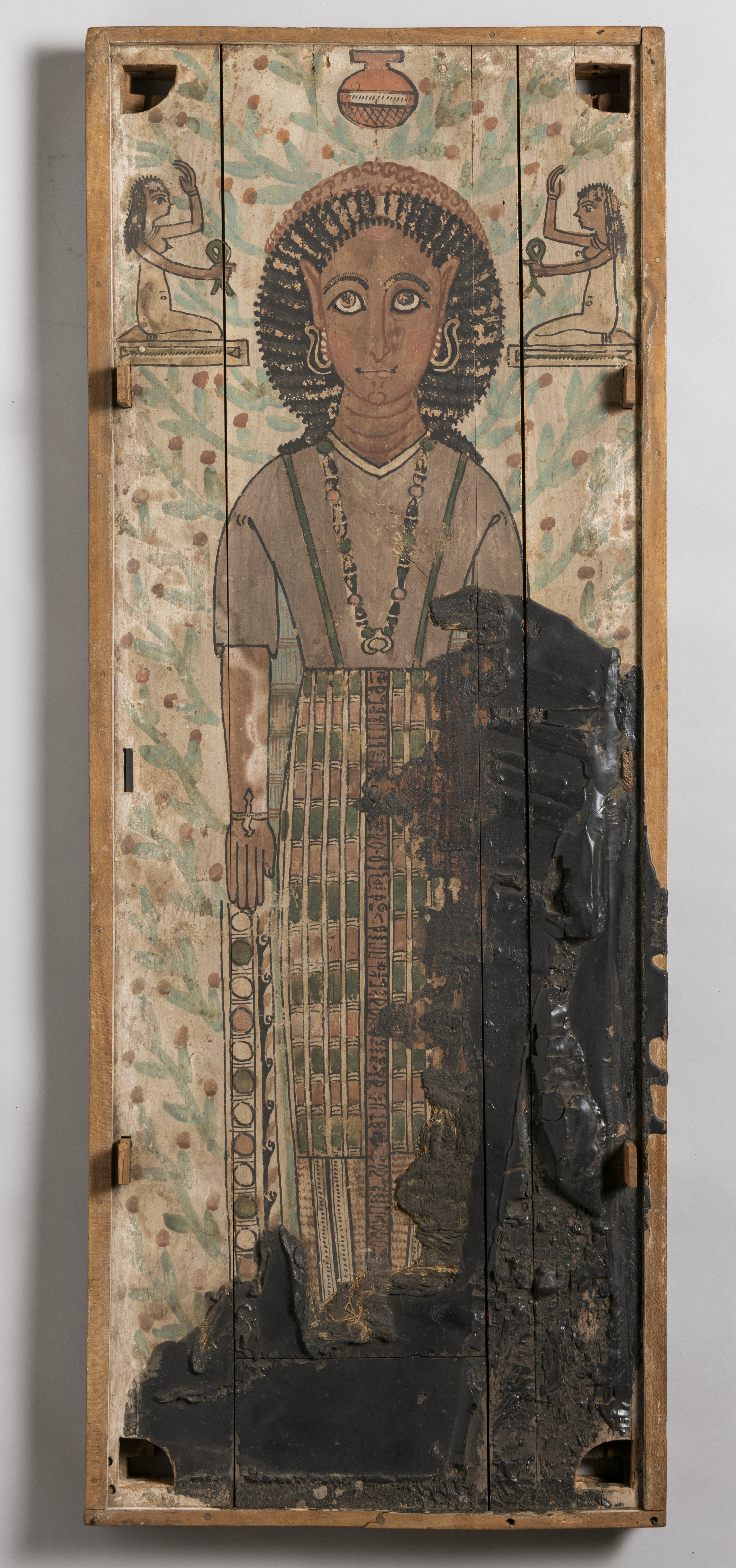
Sarcofago di Petamenofi. Museo Egizio, Torino.
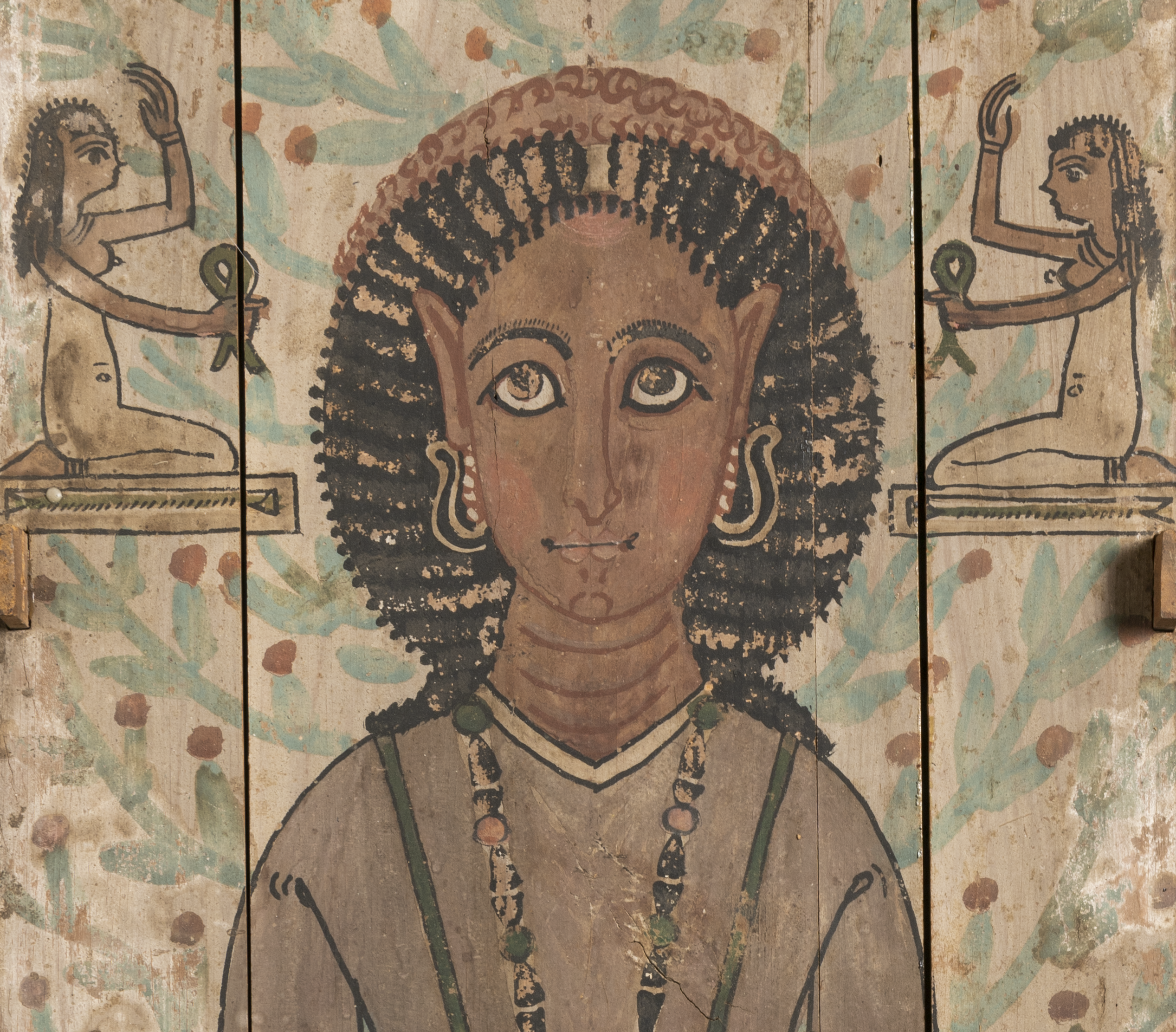
Sarcofago di Petamenofi, dettaglio col ritratto del defunto. Museo Egizio, Torino.
Mummia di Petamenofi. Museo Egizio, Torino.

### Annotazioni
1. ↑  La prima numerazione delle tombe, dalla numero 1 alla 253, risale al 1913 con l’edizione del "Topographical Catalogue of the Private Tombs of Thebes" di Alan Gardiner e Arthur Weigall. Le tombe erano numerate in ordine di scoperta e non geografico; ugualmente in ordine cronologico di scoperta sono le tombe dalla 253 in poi.
2. ↑  I campi della Duat, ovvero l'aldilà egizio, si trovavano, secondo le credenze, proprio sulla riva occidentale del grande fiume.
3. ↑  Nella sua epoca di utilizzo, l'area era nota come "Quella di fronte al suo Signore" (con riferimento alla riva orientale, dove si trovavano le strutture dei Palazzi di residenza dei re e i templi dei principali dei) o, più semplicemente, "Occidente di Tebe".
4. ↑  le Tombe dei Nobili, benché raggruppate in un'unica area, sono di fatto distribuite su più necropoli distinte.
5. ↑  Le note, sovente di inquadramento topografico della tomba, sono tratte dal "Topographical Catalogue" di Gardiner e Weigall, ed. 1913 e fanno perciò riferimento alla situazione dell'epoca.
6. ↑  Con il termine omdeh si indica, in Egitto, il capo-villaggio.
7. ↑  Antonio Lebolo (Castellamonte 1781-1830), gendarme durante l'occupazione napoleonica, dopo la Restaurazione si rifugiò in Egitto. Qui conobbe e divenne agente, nel 1817, del Console generale francese d'Egitto Bernardino Drovetti.
8. ↑  Jean-Jacques Rifaud (1786-1852), disegnatore e scultore autodidatta, disertò dall'esercito napoleonico e viaggiò a lungo, giungendo ad Alessandria d'Egitto nel gennaio 1814. Qui conobbe Drovetti, di cui, per alcuni anni, fu agente.

### Fonti
1. 1 2  Porter e Moss 1927,  pp. 49-50.
2. ↑  Gardiner e Weigall 1913.
3. ↑  Donadoni 1999,  p. 115.
4. ↑  Gardiner e Weigall 1913,  pp. 18-19.
5. ↑  Porter e Moss 1927,  p. 49.
6. ↑  (EN) Christina Riggs, The Oxford Handbook of Roman Egypt, OUP Oxford, 2012,  p. 182, ISBN 9780199571451. URL consultato il 13 dicembre 2017.
7. ↑  (EN) Nigel Strudwick e Helen Strudwick, Thebes in Egypt: A Guide to the Tombs and Temples of Ancient Luxor, Cornell University Press, 1999,  p. 200, ISBN 0801436931. URL consultato il 13 dicembre 2017.
8. ↑   Coperchio del sarcofago di Djehutymes, grande intendente del tempio di Amon, su collezioni.museoegizio.it. URL consultato il 9 agosto 2023.
9. ↑   Coperchio del sarcofago mummiforme di Aset, cantatrice di Amon e moglie di Djehutymes, su collezioni.museoegizio.it. URL consultato il 9 agosto 2023.
10. ↑  (EN) Nevine El-Aref, In Photos – 18th Dynasty sarcophagus reveals well-preserved mummy in Egypt's Luxor – Ancient Egypt – Heritage, su english.ahram.org.eg. URL consultato il 24 novembre 2018.
11. ↑   Ancient Egyptian tomb unveiled, su BBC News, BBC, 24 novembre 2018. URL consultato il 24 novembre 2018.